# Spor o Rukopisy

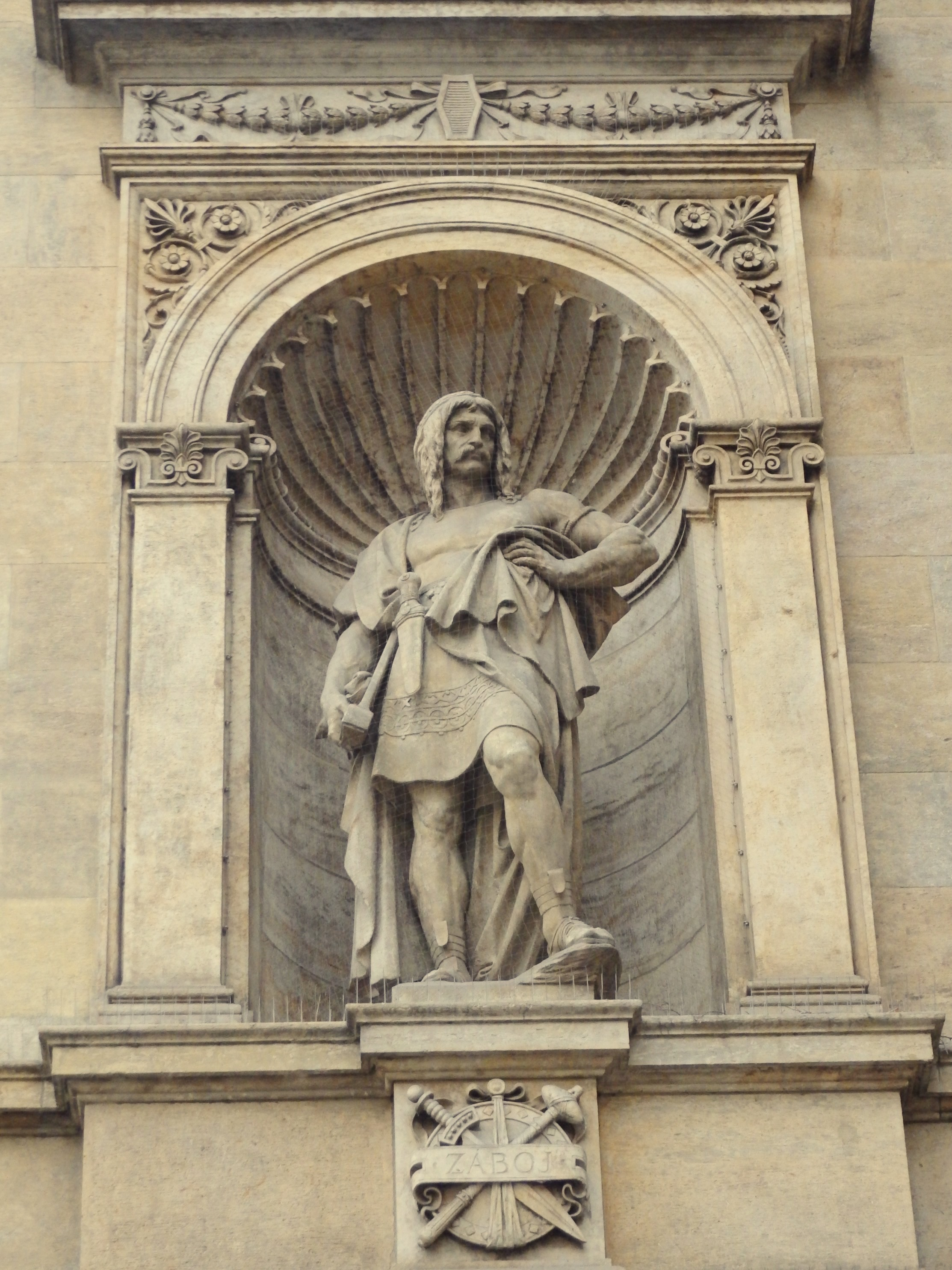
Záboj, postava z Rukopisů na průčelí Národního divadla

Spor o Rukopisy (zkráceně též spor o RKZ) je označení sporu mezi zastánci a odpůrci pravosti Rukopisu královédvorského (RK) a Rukopisu zelenohorského (RZ). Smyslem sporu vzniklého v 19. století bylo rozhodnout, zda se jedná o mimořádně významné památky počátků české literatury z 9. až 14. století, nebo falza z počátku 19. století. Teprve po roce 1970 se objevil názor, že Rukopisy mohly vzniknout i v době mezi 14. a 19. stoletím.
Rukopisy byly od objevení RK roku 1817 většinou přijímány jako pravé, nad pochybnostmi Dobrovského o pravosti RZ vznesenými v roce 1824 převážila autorita jejich obhájce Palackého. Rukopisy tak ovlivňovaly kulturní život českého obrození a ještě na konci 19. století se jimi inspirovali umělci generace Národního divadla. V té době však zároveň spor vyvrcholil, když o nepravosti rukopisů snesli přesvědčivé důkazy odborníci různých profesí. Patřil k nim zejména filolog Gebauer, dále historik Goll a filosof Masaryk, sdruženi kolem Masarykova časopisu Athenaenum, nejednoznačné však byly závěry chemických expertíz, podle kterých se RK choval jako jiné pravé památky ze středověku. Názor na nepravost Rukopisů převážil. Důsledkem bylo i nařízení tehdejšího rakouského ministerstva kultu a vyučování o přeřazení Rukopisů ze staročeské literatury do literatury novočeské – od té doby se v českých školách vyučuje, že RK i RZ jsou novodobé padělky.
Odmítnutí nepravých Rukopisů a s nimi spojeného romantického vzhlížení k idealizované minulosti se stalo součástí Masarykem formulovaného moderního programu realismu. S utichajícím sporem o RKZ se rozhořel jiný vědecko-společenský spor, tzv. spor o smysl českých dějin mezi stoupenci Masaryka a historiky Gollovy školy.
Otázky kolem RKZ pak ještě rozvířil v 60. letech 20. století spisovatel Miroslav Ivanov, z jehož podnětu byly Rukopisy podstoupeny kriminologické expertíze. Závěry expertízy sice potvrdily padělanost rukopisů, následně však byly odmítnuty pro nedodržení vědeckých standardů. S hodnocením Rukopisů jako padělkem 19. století nesouhlasí stoupenci staršího původu rukopisů sdružení v České společnosti rukopisné, kteří se dosud věnují zpochybňování důkazů o padělání Rukopisů a obhajobě jejich kulturně-historické hodnoty.
Rukopisy jsou uloženy v oddělení rukopisů a vzácných tisků Knihovny Národního muzea v Praze, protože bez ohledu na dobu a okolnosti vzniku jde o památku už více než 200 let starou. V letech 2017 a 2018 byl proveden hmotný průzkum RK a RZ s cílem zjistit a zdokumentovat současný fyzický stav obou rukopisných zlomků.

## Předmět sporu
Předmětem sporu jsou především čtyři rukopisy nalezené v krátkém časovém období, dva kratší a dva rozsáhlejší a významnější, podle kterých se spor také nazývá (zkratka RKZ). V pořadí podle roku, kdy se rukopis objevil:
- 1816 – Píseň vyšehradská (PV), též Milostná píseň pod Vyšehradem, údajně nalezl Josef Linda
- 1817 – Rukopis královédvorský (RK), údajně nalezl Václav Hanka v královédvorském kostele
- 1818 – Rukopis zelenohorský (RZ), původně nazývaný Libušin soud – zaslaný anonymně, podle pozdějšího zjištění ze Zelené Hory
- 1819 – Milostná píseň krále Václava (MPKV), údajně nalezl J. W. Zimmermann

Rukopisy se domnělou dobou vzniku hlásí do 13.–14. století: Rukopis zelenohorský asi do 9.–10. století. Rukopis královédvorský i zelenohorský jsou dva útlé pergamenové sešitky malého formátu, hustě popsané středověkým písmem s vyznačenými iniciálkami, ale bez iluminací. Většinu RZ tvoří jediná báseň Libušin soud, ve které kněžna Libuše rozhoduje o dědictví dvou bratrů. Rozsáhlejší RK obsahuje 14 básní, epické skladby převážně oslavují vítězství Čechů nad nepřáteli v bájné i historické době, kratší lyrické básně mají převážně milostný obsah s přírodními motivy.
Ostatní rukopisy mají význam především při podávání důkazů v rukopisném sporu a někdy se k nim řadí ještě pozdější údajné objevy Václava Hanky – české vpisky do dvou rukopisů a jedna báseň:
- 1827 – české glosy v Mater verborum (MV) údajně nalezeném v Knihovně Národního muzea
- 1828 – Evangelium svatého Jana (EJ), zlomek latinského textu se staročeským překladem mezi řádky, údajně nalezen ve vazbě staré knihy „Disciplina et doctrina Gymnasii Gorlicensis“ koupené u pražského antikváře
- 1849 – Libušino proroctví (LP), údajně nalezené ve vazbě knihy „De arte moriendi“ z muzejní knihovny. Jde o český překlad latinské básně, která je součástí tzv. Marignolovy kroniky; věštkyně Libuše předpovídá narození významného českého panovníka[9]

## Historie sporu
Spor o Rukopisy probíhal v několika vlnách, přičemž každé toto období přicházelo s novými pohledy, v některých obdobích byl spor zpolitizován a občas se stal i záminkou pro střet mezi dvěma literárními proudy. Při nahlížení na tento spor je třeba si uvědomit, že v 19. století měla literatura mnohem větší ohlas než na počátku 21. století a že spor se nedotýkal pouze vědců a literátů, ale i obyčejných lidí.

### Dobový kontext
Spor o stáří nalezených rukopisů byl i reakcí na to, když se během krátké doby v letech 1816 až 1819 objevily hned čtyři údajně starobylé literární památky. Tyto nálezy byly učiněny v době, kdy čeští obrozenci a propagátoři českého jazyka velmi vítali důkazy, že čeština je rovnoprávný jazyk s rovnoprávnou historií. Pro národní obrození bylo potřebné dokázat nezávislost češtiny na němčině nejen v oblasti lingvistické, ale i v oblasti literární či kulturní. Problémem, který v tu dobu byl pociťován velmi silně, byla neexistence hrdinské epiky, která byla tehdy vnímána jako velmi významný prvek literatury.
Tato potřeba vedla k tomu, že především mladá generace velmi ochotně přijala rukopisy jako pravé a srovnatelné s německou Písní o Nibelunzích nebo staroruským Slovem o pluku Igorově.

### Počátky sporu
Prvotní spor vznikl pouze o Rukopis zelenohorský, který měl být mnohem starobylejší a vzniknout už někdy v 9.–10. století. Za počátek sporu o rukopisy se obecně považuje rok 1824, kdy Josef Dobrovský Rukopis zelenohorský veřejně označil za padělek a za jeho autora určil Václava Hanku. Dobrovský byl prvním skutečně významným odborníkem, který vyslovil, původně soukromě už nedlouho po objevení rukopisu, přesvědčení, že jde o falzum. Vycházel ze skutečnosti, že rukopis líčí minulost velmi idealistickým způsobem a je v rozporu zejména s Kosmovou i Dalimilovou kronikou. Proti pravosti svědčily podle něj i okolnosti nálezu RZ. Dalším problémem, kterého si Dobrovský povšiml, byla skutečnost, že dílo gramaticky přesně odpovídá názorům na vývoj pravopisu a vlastně tak bez výhrad potvrzuje předpoklady, které byly krátce před tím vysloveny. Dobrovský upozornil, že je nepravděpodobné, aby takto staré dílo přesně kopírovalo předpokládaný vývoj jazyka, protože některé prvky stály pouze na domněnkách. V témže roce označil Dobrovský za falsum i Píseň vyšehradskou.
Proti Dobrovského názorům však vystoupila nová generace. Nejprve to byl Václav Alois Svoboda, později Pavel Josef Šafařík a především pak František Palacký, kteří tato díla považovali za pravá. Po Dobrovského smrti v roce 1840 vydali Palacký se Šafaříkem spis Die ältesten Denkmäler der böhmischen Sprache, ve kterém vyvraceli námitky Dobrovského a popsali i chemický a mikroskopický rozbor Augusta Cordy, jenž měl prokazovat velké stáří RZ. Dobrovského názor se ocitl prakticky osamocený, Rukopisy byly považovány za pravé a na české scéně se o jejich pravosti nějakou dobu přestalo pochybovat. Příznivci někdy opouštěli věcnou rovinu argumentace a upozorňovali na Dobrovského duševní chorobu; i podle Josefa Jungmanna bylo Dobrovskému kvůli jeho stáří, nemoci a dřívějším zásluhám nutné občas něco prominout.

### Reakce z ciziny
Rukopisy se brzy staly známými i v cizině, k čemuž přispěly četné překlady i vydání v zahraničí. Jen do roku 1850 vyšel překlad RKZ nebo aspoň nějaké písně RK německy, polsky, rusky, anglicky, francouzsky, ukrajinsky, srbsky, ilyrsky, slovinsky, italsky, hornolužicky. Názory cizích slavistů byly někdy negativní – oba rukopisy tak odmítl např. v roce 1829 slovinský lingvista Jernej Kopitar, který mj. poukazoval na jejich až přehnané vlastenectví a slovanství. Tento výklad nevzbudil v Čechách příliš velkou reakci, protože Kopitar byl žákem Josefa Dobrovského a některé Dobrovského pohledy na vědu byly z výkladu patrné.
V roce 1832 vystoupil proti Rukopisu zelenohorskému slovenský spisovatel Juraj Palkovič.
Výrazným podnětem k popularizaci Rukopisů byla skutečnost, že zaujaly Goetha, který na ně upozornil evropské vzdělance. S německým překladem RK se seznámil v roce 1822, kdy mu ho věnoval hrabě Kašpar Šternberk. Goethe sám nijak do sporů nezasáhl, zaujala ho poetická síla textu a dokonce přebásnil báseň Kytice (Das Sträusschen, 1827). O Rukopisy se zajímali i další významní evropští intelektuálové první poloviny 19. století jako Jacob Grimm, Claude Fauriel, Giuseppe Mazzini či Adam Mickiewicz.
Až téměř třicet let po Kopitarově odmítnutí si Rukopisů začali více všímat němečtí a německojazyční intelektuálové. Např. Karel Marx roku 1856 označil báseň Záboj z RK za „zcela fanatickou a polemickou“. Proněmečtí historikové Julius Feifalik (v roce 1858) a Max Büdinger (v roce 1859) si uvědomili, že orientace Rukopisů na slovanské země bez německých vlivů je silně ahistorická, a publikovali své argumenty, proč oba Rukopisy považují za falza. Vyslovovaná podezření a postupně skládané důkazy ale příliš neotřásly pozicí Rukopisů, které byly nadále většinou české veřejnosti považovány za pravé.

### Návrat sporu do českých zemí
Postupně se ale objevovaly výhrady i na české straně. Například v roce 1852 Václav Bolemír Nebeský ve své studii vyslovil některé kritické úvahy o skladbách Rukopisu královédvorského a zdrženlivě se vyjádřil k Rukopisu zelenohorskemu. Dva roky poté Jan Erazim Vocel, který byl předsedou Archeologického sboru při Museu království Českého, upozornil na podobnost jednoho místa v RK s Milionem Marca Pola. Tyto kritiky však často docházely spíše k názoru, že se jedná o dílo sepsané později, nikoli však podvrh.
Přímo za podvrh označil RKZ roku 1858 anonym v pražském německém týdeníku Tagesbote aus Böhmen – autorem tohoto příspěvku Handschriftliche Lügen und palaeographische Wahrheiten (Rukopisné lži a paleografické pravdy) byl knihovník Anton Zeidler, který se k tomu ovšem přiznal až po mnoha letech. Potom vyšlo najevo i to, že vydání článku bylo vlastně iniciováno pražským policejním ředitelem Päumannem. Na nátlak svého okolí (včetně Palackého) podal Václav Hanka na Davida Kuha, zodpovědného redaktora časopisu Tagesbote, žalobu pro urážku na cti. Hanka spor vyhrál, soud dospěl k závěru, že RK nenapsal, ale nalezl, a redaktor Kuh byl odsouzen k pokutě a vězení. Od vykonání trestu byl ale nakonec osvobozen administrativním rozhodnutím vídeňského Nejvyššího soudu. Hanka sám ale brzy poté v roce 1861 zemřel; jeho pohřeb byl velkolepou událostí.
Snahy ukázat Rukopisy jako falza považovala česká inteligence za snahu poškodit vznikající české národní uvědomění a zrovnoprávňující se český jazyk. Tato postupně sílící politizace sporu nutila aktivní lidi zaujmout nějaké stanovisko, přičemž pohled na Rukopisy dost často určovala příslušnost k nějaké názorové skupině. Ačkoli pravost Rukopisů byla uznávána a jejich znalost se stala součástí vzdělání, nebyl spor ukončen.
Nález Rukopisů totiž podnítil další pátrání v archivech a zájem o českou historii, díky tomu se postupně objevila řada nálezů, které se od Rukopisů výrazně lišily. Odpůrci pravosti tvrdili, že to je důkaz nepravosti Rukopisů, příznivci pravosti dotvořili teorii o existenci starší české básnické školy, která se měla vyvíjet nezávisle.[zdroj?] Dalším problémem bylo, že Rukopisy se tváří ryze česky, proto nebylo možno přijmout teorii zahraničního vlivu. S tím byl spojen problém, že neexistují díla předcházející Rukopisům, která se u děl takových kvalit zpravidla objevují. Proti pravosti postupně začaly svědčit nové poznatky o vývoji české gramatiky, které v některých případech ukazovaly na jiný vývoj. Komplikující byla i skutečnost, že dílo je v souladu s kronikou Václava Hájka z Libočan, která se dostávala do střetu s historickým poznáním a některé věci by spisovatel doby, do níž se Rukopisy hlásí, musel nutně vnímat jinak. Vysvětlení, že středověká díla jsou tendenční, bylo v tomto případě těžko udržitelné, protože nebylo ke komu tuto tendenčnost vztáhnout. Soudem víceméně utichl spor o pravost Rukopisů, ale bylo jisté, že tyto skutečnosti nutně musí vést k nové kritice.

### Nové pochybnosti o pravosti (od 1877)
V roce 1877 upozornil na základě paleografického rozboru Adolf Patera, že z českých glos v rukopisu Mater Verborum nalezeném v roce 1827 Václavem Hankou je pravá jen asi čtvrtina. Tyto poznámky se do té doby zdály podporovat autentickou starobylost češtiny rukopisů. V roce 1878 Alois Vojtěch Šembera nejprve zpochybnil stáří RZ a později označil RZ, RK i další sporné památky za padělky Václava Hanky a Josefa Lindy. V roce 1879 vyjádřil svůj názor na pravost rukopisů Antonín Vašek (lingvista a národní buditel; otec Petra Bezruče) ve své práci „Filologický důkaz, že Rukopis Královédvorský a Zelenohorský, též zlomek evangelia sv. Jana jsou podvržená díla Václava Hanky“, v němž jednak z některých stylistických podobností dovozuje, že RK a RZ jsou dílem téhož autora, především ale vypočítává falzátorovy prohřešky proti gramatice staročeštiny (konkrétně zvláště v neobvyklém užívání aoristu a  lexikálních rusismech) a upozorňuje také na některé podezřelé okolnosti v historii nálezů a v Hankově životopise. Předznamenal tím další intenzivní rozhoření sporu o rukopisy v polovině 80. let. Na výsledky jeho práce navázal později Jan Gebauer. Z tábora zastánců na Vaškovu práci zareagoval etnograf František Bartoš satirickým článkem Filologický důkaz, že „Moravské národní písně“ jsou podvrženým dílem Františka Sušila, v němž paroduje unáhlenost Vaškova soudu a nevěrohodnost jím použitých filologických metod, protože jejich důslednou aplikací lze dokázat „podvrženost“ jakéhokoli textu, který obsahuje nějaké jazykové zvláštnosti.

### Vystoupení realistů (od 1886)
Roku 1886 se skupina kriticky uvažujících vědců rozhodla vyvolat debatu o nepravosti Rukopisů, pro niž již bylo dostatek podnětů. Odmítali vlastenectví odvozené od případného podvrhu a to i za cenu, že byli obviňováni z nevlastenectví. Masaryk roku 1890 na tyto postoje navázal formulací programu realismu, který odmítal historizující romantismus vzhlížející k dávné národní minulosti a čekající na velké činy a místo toho požadoval pozvednutí Čechů mezi ostatní moderní národy drobnou realistickou prací. 
V únoru 1886 v Athenaeu, časopisu vydávaného Tomášem Garriguem Masarykem, vyšel článek předního českého filologa Jana Gebauera „Potřeba dalších zkoušek rukopisu Královédvorského a Zelenohorského“, který se Jan Kvíčala zdráhal vydat v Listech filologických. Masaryk pak v březnu téhož roku proti RKZ vystoupil ze sociologického hlediska. V červnu popsali nemožnost pravosti RKZ z literárně historického hlediska Jindřich Vančura a Jaroslav Vlček a nakonec v červenci sepsal Jaroslav Goll námitky z historického pohledu. V průběhu roku 1886 vystoupil i Josef Truhlář, který upozorňoval na paralely, tj. shody se spisy vydanými před objevením Rukopisů; poukázal např. na podobnosti s Miltonovým Ztraceným rájem. Reakce zastánců pravosti přišla již v březnu, kdy na obranu Rukopisů vystoupil v Národních listech Julius Grégr. K němu se přidal František Ladislav Rieger, Alois Pravoslav Trojan, Václav Vladivoj Tomek a filolog Martin Hattala, kteří vystupovali především v Osvětě a Hlasu národa.
V roce 1888 Gebauer vydal populárněvědeckou knihu Poučení o padělaných rukopisích Královédvorském a Zelenohorském. V této knize nepřesně interpretoval závěry chemického průzkumu provedeného profesory Antonínem Bělohoubkem a Vojtěchem Šafaříkem, který podle něj jednoznačně prokázal nepravost Rukopisů, což nekoresponduje s tvrzením chemiků ve „Zprávě o chemickém a drobnohledném ohledání některých rukopisů musejních“ vydané v roce 1887.
Po roce 1888 byl nejvýznamnějším zastáncem pravosti Rukopisů Václav Flajšhans, který nepravost Rukopisů uznal v roce 1899 po uveřejnění literárního rozboru Jana Máchala. Ještě v roce 1890 zveřejnil Josef Pekař v Masarykově Athenaeu příspěvek, dokazující, že místní název „Hrubá skála“ existuje až od 17. století, což mluví v neprospěch pravosti RK. Důsledkem úsilí realistů bylo mimo jiné i nařízení rakouského ministerstva kultu a vyučování z roku 1893 (ministrem byl tehdy Paul Gautsch), kterým byly Rukopisy úředně přeřazeny ze staročeské literatury do literatury novočeské a od té doby se v českých školách vyučuje, že RK i RZ jsou novodobé padělky.
Jakousi tečkou za rukopisnými spory v 19. století měl být nález kryptogramu „Hanka fecit“ (Hanka udělal), který popsal středoškolský profesor Ladislav Dolanský v Listech filologických v roce 1899. Kryptogram byl údajně objeven ve změti červených čar na 14. řádku čtvrté strany RZ, ale v litografické kopii (tedy ne v originálu). Pozdější zkoumání sice prokázala, že žádný kryptogram neexistuje, nicméně toto Dolanského „odhalení“ mělo ve své době za následek zřetelné posílení tábora odpůrců.
Pro dokreslení dobového celospolečenského významu této klíčové fáze sporů je možné uvést, že vrcholný projev tehdejší české kultury, Národní divadlo, bylo roku 1881 i po požáru 1883 otevíráno Smetanovou Libuší inspirovanou Zelenohorským rukopisem a vyzdobeno bylo umělci generace Národního divadla s použitím motivů z Rukopisů, nebo že dvě ze čtyř monumentálních sousoší pro Palackého most, vybudovaný v letech 1876–1878, představují postavy z básně Slavoj Královédvorského rukopisu a Josef Václav Myslbek je dokončil v letech 1888 a 1892.

### Spory ve 20. století
V roce 1911 problém Rukopisů znovu oživil archeolog Josef Ladislav Píč, který si bez souhlasu Národního muzea půjčil dva listy z Rukopisu královédvorského a podnikl s nimi cestu do Paříže a Milána, kde je předložil tamním paleografům. Následně publikoval článek „Rukopis Královédvorský před mezinárodním fórem skvěle obstál“. Dočkal se ale pouze posměšné reakce, kterou neunesl a zastřelil se. V Národních listech z 31.12.1911 pak 45 českých učenců zveřejnilo „Prohlášení“ konstatující, že rukopisný spor je vyřešen, autorství Hanky a Lindy prokázáno a obnovování sporu je mařením času (tzv. Silvestrovský manifest, pod kterým byli podepsáni např. Jaroslav Vlček, Josef Král, Josef Pekař, Zdeněk Nejedlý, Josef Truhlář, Kamil Krofta, T. G. Masaryk, Arne Novák, Vilém Mathesius; naopak jej odmítl např. Jaroslav Goll).
Přesto ještě v roce 1913 Viktorin Vojtěch zkoumal RZ pomocí fotografií v různých oborech spektra a mj. prokázal neexistenci údajného kryptogramu.
Pak spor poněkud utichl a znovu se výrazněji objevil až po 1. světové válce. Ve dvacátých a třicátých letech 20. století byl velkým zastáncem pravosti Rukopisů František Mareš, který v roce 1931 vydal spis „Pravda o rukopisech Zelenohorském a Královédvorském“. Jeho boj o Rukopisy později probíhal i v politické rovině a mimo řady kvalifikovaných připomínek vyslovil i předpoklad, že odpůrci Rukopisů spolupracovali s vládou ve Vídni, která podle něj pravosti Rukopisů nepřála. Jeho myšlenky původně neměly velký ohlas, před druhou světovou válkou se zájem o tyto myšlenky zvýšil. Ivanov tvrdí, že to bylo způsobeno rostoucím nacionalismem. Tomu nasvědčuje i působení publicisty Jana Vrzalíka, jednoho z protagonistů prvorepublikového časopisu a hnutí Vlajka.
V roce 1932 byla ustavena Česká společnost rukopisná, která si za svůj cíl stanovila „šíření a popularizování vědeckého bádání o starodávných rukopisech kulturních vůbec, zvláště pak o rukopisech slovanských, zejména českých“. Prvním předsedou ČSR byl na ustavující valné hromadě zvolen JUDr. Václav Perek. Události po roce 1938 ovšem problematiku RKZ opět odsunuly stranou; k určitému obnovení aktivity sice došlo v roce 1945, ale v roce 1952 se společnost rozhodla pro dobrovolný zánik.
Nový zájem o RKZ přinesla šedesátá léta. K lepší znalosti jejich obsahu v české veřejnosti přispěl Kamil Bednář, jehož přebásnění s ilustracemi  Miloslava Troupa bylo vydáno v roce 1961. V roce 1966 v souvislosti s blížícím se 150. výročím nálezu navrhl Dr. Mojmı́r Otruba, ředitel Ústavu pro českou literaturu, provést chemický průzkum RKZ v ČSAV – to ale bylo zamı́tnuto a zkoumání se nakonec ujal Kriminalistický ústav díky iniciativě Miroslava Ivanova, podpořené i Josefem Smrkovským. Podle výsledků publikovaných Ivanovem bylo během testů v letech 1968 až 1971 prokázáno, že se jedná o podvrhy – zkoumané rukopisy jsou palimpsesty, tedy nové texty napsané na starý pergamen s vyškrábaným původním textem. Za autory Ivanov označil Václava Hanku, Josefa Lindu a Františka Horčičku. Po následné oponentuře ale Kriminalistický ústav nepovolil publikovat materiály z průzkumu pod svojí hlavičkou.
V letech 1966 a 1967 vyšlo v měsíčníku československých exulantů Zpravodaj Chicago několik článků o RKZ, jejichž autorem byl slavista a germanista prof. Sidney Zdeněk Rutar (1927–2003). Mimo jiné upozornil na možnost, že rukopisy vznikly v písařské dílně olomouckého biskupa Jana ze Středy, která existovala v Kroměříži kolem roku 1370. To by vysvětlovalo i některé moravismy. Rukopisy pocházející z tohoto skriptoria mají také obdobné iniciálky jako RK.
V roce 1974 vyšla v časopisu pro slovanskou filologii Slavia studie prof. Karla Krejčı́ho Některé nedořešené otázky kolem RKZ, v níž byla poprvé publikována hypotéza o možném vzniku RKZ v době barokní. A v roce 1980 vyrukoval prof. Zdenko F. Daneš s hypotézou o možném jihoslovanském autorství RKZ a jejich vzniku na dvoře hrabat ze Šternberka v 16. století.
V roce 1993 obnovila své působení Česká společnost rukopisná, která v rámci své vydavatelské činnosti zveřejnila i dvě díla dr. Julia Enderse, v nichž jsou synteticky zpracovány hlavní filologické a estetické argumenty pro starobylost RKZ (Jazykovědný rozbor Rukopisu Královédvorského, Zelenohorského a dalších staročeských textů s nimi spojovaných a Rukopis Zelenohorský a Královédvorský, vznik, styl a hodnota staročeské orální poesie).

### Současní zastánci starobylosti
Původ sporných Rukopisů – především RK a RZ – je stále detailně a jednoznačně nevyřešenou, v minulosti často politicky zneužívanou záhadou české historie a jazykovědy. Přestože pro oficiální instituce nejde o aktuální badatelský problém, význam pro případnou další diskusi může mít i zachycení vývoje problematiky kolem RKZ a zjištění a zdokumentování jejich nynějšího stavu.
Současní obhájci Rukopisů využívají k šíření svého pohledu především internet. Názor, že RKZ nejsou novověkými padělky, v současné době hájí především skupina českých intelektuálů kolem České společnosti rukopisné, která se zabývá především popularizací poznatků o Rukopisech a dalších sporných památkách, a zaměřuje se i na vlastní badatelskou činnost. Na internetových stránkách je možné najít nejen samotné texty Rukopisů (snímky originálů i přepisy), ale i řadu dalších souvisejících textů i přehledů dokumentů k problematice Rukopisů a sporů kolem nich.
Velkým problémem celého rozsáhlého a interdisciplinárního sporu je, že se argumentace vede jednotlivě a polemika je rozdělena do mnoha vzájemně obtížně spojitelných článků. Diskuse je tak nutně nekomplexní, protože každý článek kvůli omezenému rozsahu polemizuje pouze s některými důkazy, nikoli však s nimi jako celkem.

## Důkazy o nepravosti RKZ
Jelikož v pravost Rukopisů dlouho věřila velká část vědecké obce a celá česká veřejnost, bylo třeba mít k napadání pravosti Rukopisů velmi dobré důvody. Především Rukopis královédvorský ve své době musel působit velice věrohodně. Sbírání důkazů a jejich prosazování bylo velmi pomalé a v době uveřejnění nebyla nepravost těchto děl prokazatelná, ačkoli svojí jedinečností vzbuzovala určité pochybnosti.
Rukopisy prošly mnoha testy a rozbory, kterými se zabývali přední čeští odborníci ze všech relevantních oborů. Tyto testy a rozbory nakonec vedly k závěru, v současné době obecně přijímanému, že jde o falza. Přitom ale stále platí, že ačkoliv společenské vědy považují RKZ za padělky vytvořené až v 19. století, přírodovědné výzkumy tento závěr zatím nepotvrdily.

### Jazykovědný rozbor
K hlavním argumentům pro nepravost Rukopisů patří jejich gramatický a lingvistický rozbor. Gramatika děl totiž odpovídá představám, které o staročeštině vytvořil Josef Dobrovský a jeho okolí na počátku 19. století, kdy bylo známo malé množství starších děl. Ačkoli tyto představy byly v zásadě správné, je v Rukopisech řada odchylností od vývoje českého jazyka předpokládaného později podle novějších poznatků. Gramatický rozbor dále ukazuje na příbuznost RK a RZ (např. často není správně rozlišen dokonavý aorist a nedokonavý vid sloves). Na tyto gramatické odchylky poukazovali už Vašek a Gebauer, později např. v roce 1932 Flajšhans nebo v roce 1969 Komárek (Jazykovědná problematika RKZ).
Příkladem lexikální chyby je např. užívání slova tábor ve smyslu vojenského ležení (v básni Jaroslav), ačkoli se v tomto smyslu slovo začalo používat až po roce 1420. V roce 1906 upozornil Nejedlý na znalost slov a věcí (kotel, lesní roh v básních Ludiše a Lubor a Jaroslav), které do českých zemí pronikly až v 17. století. Dalším důležitým prvkem je používání slov (např. tlupa, děva, jeseň), která se ve starší české literatuře nevyskytují a dostala se do češtiny „obrozeneckým způsobem“ z jiných slovanských jazyků, zejména z ruštiny a slovinštiny.

### Historický rozbor
Další problém, který je s Rukopisy spojen, je řada ahistorismů. Příkladem ahistorismu je v básni Jaroslav z RK zmiňovaný zázračný pramen u hostýnské kaple. Ta však v době, k níž se rukopisy hlásí, neexistovala, a původ příběhu je tedy barokní (Jaroslav Mezník, Rukopisy z hlediska historie). Bitva na Hostýně není také v žádných pramenech doložena.
Podobně se podle Pekaře nemohl odehrát boj u Hrubé Skály (báseň Beneš Heřmanóv v RK), jelikož Hrubá Skála jako hrad vznikla později.
Za významný ahistorismus lze považovat celkové vyznění Rukopisů, které má souvislosti s počátkem 19. století; je to zejména výrazná demokratičnost a svobodomyslnost v jednání postav. Takové jednání by bylo v literatuře doby, v níž měla díla vzniknout, naprosto ojedinělé. Na druhou stranu přesně odpovídá době změn souvisejících s francouzskou revolucí a s národně obrozenskými a demokratizačními procesy, ke kterým došlo díky novému pojetí společnosti.

### Literární rozbor
Literární rozbory ukázaly, že díla nejsou zmiňována v jiných textech, jiná díla na ně nenavazují a zároveň Rukopisy nemají literární předchůdce. Tím jsou prakticky nezávislá na okolí, což není nemožné, ale ani příliš pravděpodobné a časté. Tato nezávislost není způsobena nešikovností falzifikátorů, kteří teoreticky mohli využít nějaké ztracené dílo, ale jejich snahou prokázat starobylost české epiky, kterou prostě česká psaná literatura nemá. Neexistence předchůdců a potomků pravost nevylučuje, ale kvalitní dílo zpravidla má předchůdce a pokud ne, tak vzbudí nějaký ohlas.
V rukopisech použitý desetislabičný verš je častý v jihoslovanské epice (deseterac), ale v pravé staročeské tvorbě se obvykle nevyskytuje.
Ačkoli dílo svým celkovým pojetím stojí v české literatuře osamoceno, je ovlivněno jinými díly. Rukopisy dokonce z řady děl čerpají a zdánlivě na ně i navazují. Pečlivější rozbory však nalezly čerpání z děl, která nebyla v tom období v českém geografickém prostoru známa. Jelikož se jedná o díla jihoslovanská, ruská i anglická, je jisté, že nemohlo jít o znalost náhodnou. Jistota neznámosti děl vychází ze skutečnosti, že o nich nikdo nepíše a později je na ně reagováno jako na novinku. Nejproblematičtější z hlediska pravosti je pak zjištění využití děl, která byla sepsána později, než měl být Rukopis královédvorský. Nejznámějším příkladem tohoto jevu je využití díla Milion Marca Pola, které vykazuje výraznou shodu v popisu věšteb na tatarském dvoře.
Na druhou stranu se Rukopisy snaží vyhnout německým vzorům, které však v české literatuře hrály zásadní roli. Tuto roli nutně hrát musely, protože české vzdělání souviselo s německými zeměmi. Jelikož původními šiřiteli epiky byly různé druhy potulných pěvců, jejich vlivu se žádné dílo zcela neubránilo.

### Chybějící či neznámé prvky a anachronismy
Argumentem pro pravost či nepravost mohou být i věci, které v díle nejsou, ačkoli lze očekávat jejich přítomnost. Prvotní, co Rukopisům nepřímo chybí, je určení. Každé psané dílo je obvykle určeno nějaké skupině obyvatel, a vzhledem k tomu, že v období 13. a 14. století byla gramotná především vrstva církevních hodnostářů, jsou tehdejší díla nejčastěji určena jim. Z RKZ však toto určení patrné není.
Proti starobylosti naopak svědčí anachronismy neodpovídající době údajného vzniku – např. v písni Skřivánek chce prostá dívka psát na pergamen.

### Paleografický rozbor
Podrobnější paleografická hodnocení Rukopisů se objevila až v roce 1896 a 1897, kdy bylo v Athenaeu publikováno několik článků v souvislosti s vystoupením realistů proti pravosti Rukopisů (T. G. Masaryk: Některé pochybnosti paleografické a pod.; Karel Irenej Černý: Pochybnosti paleografické; Josef Truhlář: P. Paterovo „Umučení“ a RK i RZ. Paleografická studie). V pozdějších letech se k Rukopisům kriticky vyjádřili např. Václav Vojtíšek (K paleografickému prozkoumání RKZ, 1914) nebo Jindřich Šebánek („Rukopisy“ po stránce paleografické, 1937).
Uváděné argumenty zrekapituloval v roce 1969 Zdeněk Fiala. Alespoň některé: RZ obsahuje nejen starobylé prvky písma z 9. století, ale i prvky z 12. až 14. století. Způsob psaní některých písmen (např. písmena p) je nepřirozený (tzv. „malířský“). Písmeno k v RK se jeví jako malovaná napodobenina písma z doby pohusitské, o starobylou podobu písma se podle Fialy autoři rukopisu neúspěšně pokoušeli i v případě jiných písmen a také spřežek. RZ byl napsán na již dříve popsaném pergamenu, přičemž zbytky původního textu odpovídají gotickému písmu ze 13. století, tj. jsou z doby o několik století pozdější, než by měl být datován rukopis.

### Přírodovědné rozbory
Historie přírodovědných testů hmotné stránky Rukopisů je velmi bohatá, zkoumáno bylo hlavně složení inkoustů a pigmenty barevných vrstev včetně iniciál. Byla také zkoumána místa na pergamenu, která by mohla prokázat, zda jde o palimpsesty. Pokud jde o stáří pergamenu, to odpovídá době údajného vzniku, což byl jeden z argumentů obhájců pravosti.
První podrobnější chemické zkoušky na Rukopise zelenohorském prováděl již v roce 1839 August Corda a označil ho za „nanejvýš starý“. RK byl podrobněji chemicky zkoumán až v roce 1880 na žádost filologa Martina Hattaly tzv. razurovou komisí, jejíž práce se zúčastnil Vojtěch Šafařík. Závěr opět vyzněl ve prospěch „starobylosti písma a inkoustu“.
Velmi důkladná expertiza byla z rozhodnutí správního výboru Musea království Českého zejména na popud filologa Jana Gebauera provedena roku 1886 chemiky Vojtěchem Šafaříkem a Antonínem Bělohoubkem, kteří pracovali nezávisle na sobě. Šafařík nezjistil nic, co by svědčilo, že je RK novodobý padělek. Bělohoubkův závěr zněl: „Rukopis Kralodvorský se chová po stránce mikroskopické a mikrochemické v podstatě tak, jako nepochybně starobylé rukopisy z věku, do něhož se klade“. Vedle toho tento rozbor odhalil na iniciále N tzv. berlínskou modř, která byla známa až po roce 1704. To se stalo jedním ze stěžejních důkazů nepravosti Rukopisů. Zastánci pravosti ale argumentují tím, že berlínská modř se na pergameny dostala až při pozdějším restaurování a že v době nálezu RK byla iniciála provedena červeně.
V letech 1913–1928 se Viktorin Vojtěch zabýval zkoumáním RZ pomocí fotografií v různých oborech světelného spektra. Ve svých závěrech uvedl, že RZ není palimpsest, že výsledky dřívějších zkoumání provedených Cordou, Bělohoubkem i Šafaříkem jsou spolehlivé, a že nebyly nalezeny žádné známky svědčící o tom, že RKZ jsou novodobým padělkem. Podle jeho názoru by bylo chemickým zázrakem vyrobit kolem roku 1817 rukopis, který by později obstál v provedených zkouškách.
Další, často zmiňovaný průzkum byl proveden v letech 1967–1971 Kriminalistickým ústavem Federální správy Veřejné bezpečnosti v Praze na návrh spisovatele literatury faktu, Miroslava Ivanova. Výsledkem celé řady testů čtyř sporných památek (RK, RZ, PV a MPKV) bylo prohlášení, že se nepochybně jedná o palimpsesty a novodobé podvrhy, které mají společné technologické rysy. Psací látka textu není inkoustem (ve třech případech jde o zahuštěné roztoky různých solí, u MPKV o suspenzi sazí – tuš). U RZ i u RK použil písař pro český text i místa původních iniciál, a některé neodstraněné nebo nedostatečně odstraněné iniciály a majuskule použil do nového textu. V případě RZ byl původním textem žaltář z konce 13. století. V obou rukopisech byla také uměle vytvořená patina starobylosti. Společné rysy tedy podle závěrů Ivanovova týmu ukazují i na možnost společného původu.
Ivanov průběžně s výsledky výzkumu argumentoval v beletristické literatuře. Až v roce 1975, tedy po 4 letech od ukončení výzkumu, provedla vědecká rada Kriminalistického ústavu oponentní řízení a publikaci výsledků neschválila. Po listopadu 1989 Ivanov napadl toto rozhodnutí jako politicky motivované. Národní muzeum jako držitel rukopisů vytvořilo vlastní odbornou komisi, která následně potvrdila oponentní řízení jako politicky nezmanipulované a doporučila Protokoly RKZ neakceptovat; byly ale vydány ve zkrácené podobě.
Poslední hmotný průzkum byl proveden a podrobně popsán v letech 2017 a 2018 týmem, který sestavilo a průběžně kontrolovalo Národní muzeum. Cílem bylo především zjistit a zdokumentovat neinvazivními metodami aktuální stav RK a RZ, včetně následků dřívějších chemických zkoušek a zásahů. Publikované výsledky konstatují, že současný fyzický stav obou rukopisů není uspokojivý a že jsou předchozími testy nevratně poznamenány. Při tomto průzkumu nebyly zjištěny žádné stopy původního písma nasvědčující tomu, že se jedná o palimpsesty. Bylo také zjištěno, že všechny pergameny RK i RZ jsou vyrobeny z telecí kůže. Určení stáří pergamenu a inkoustu radiokarbonovou datací a skenovací mikroskopií by ale vedlo k dalšímu poškození památek, tyto metody proto použity nebyly.

### Argumenty zastánců Rukopisů
Zastánci Rukopisů gramatické důkazy zpochybňují tak, že v době vzniku Rukopisů neexistovala žádná přesná gramatická pravidla ani školení písaři a památky se nepsaly pro filology: „Písař neumělý píše, jak umí“. Předhusitské použití slova „tábor“ vysvětloval Mareš v roce 1931 tak, že jde o mongolský výraz „thabôr“ označující chánovu kavalerii. Přítomnost slov jihoslovanského původu Zdenko F. Daneš vysvětloval tak, že autorem Rukopisů mohl být některý Jihoslovan. Některá z těchto slov (děva, věhlasný, stáše) byla ale zjištěna i v tzv. stockholmském rukopisu Legendy o svaté Kateřině, který vznikl na počátku 15. století a mezi lety 1648–1850 ho nikdo v Čechách nemohl znát.
Pramen na Hostýně, který ještě neexistoval, je vysvětlován tím, že lze diskutovat o samotném názvu kopce (v RK je „Hostajnov“), a zázračné vytrysknutí pramene RK přímo neuvádí: pramen je pouze obživen vydatným deštěm. Ahistorické označení „hrubá skála“ se podle Daneše může týkat jen nějakého velkého bezejmenného skaliska.
Chybějící určení psaného díla podle některých obhájců Rukopisů, zejména Julia Enderse, vysvětluje to, že jde o tzv. orální poezii a Rukopisy jsou pouhý zápis textů přednášených jinak ústně např. potulnými pěvci, takže jednotlivé skladby byly původně určeny pro poměrně široký okruh posluchačů. Také podle nich v Rukopisech chybí i řada prvků, které by u falza z počátku 19. století bylo možné očekávat. V RK není např. pověst o Horymírovi, považovaná většinou později historiky za vymyšlenou až v 16. století Václavem Hájkem z Libočan. To v mnoha rozborech podporovalo spíše domněnku o starším původu RKZ, takže vědomým nezařazením by autoři prokázali značný historický cit. V Rukopisech se vyskytují popisy pro 19. století (již) nesrozumitelné, což by mohlo ukazovat na pravost – moderní falzifikátor by měl mít tendenci význam vysvětlit.
Uváděné paleografické důkazy podle Z. F. Daneše připouštějí možnost vzniku Rukopisů dříve než v 19. století, někdy po roce 1500. Možná vysvětlení zejména k některým paleografickým zvláštnostem RK uvedl také Pavel Kolář v roce 2017. Názor, že RZ je palimpsest, průzkum provedený v roce 2018 nepotvrdil, zbytky původního textu nalezeny nebyly.

## Autorství rukopisů
Ke sporu o RKZ patří i určení jejich autorství, které není jasně, jednoznačně a přímo dokázáno. Kdo je autorem této poezie a kdo text zapsal na pergameny tak, že výsledek vypadá jako středověké dílo, je stále nevyřešenou otázkou. Už Václav Hanka napsal v předmluvě k 1. vydání Rukopisů v roce 1819: „Kdo nám nyní poví jména skladatelů? Kdo toho, kterýž je s takovou chutí v jedno sebral?“

### Teorie o starším původu rukopisů
Pokud by šlo o středověké rukopisy, mohla být základem textu orální poezie, určená pro hlasitý přednes a šířená specializovanými, často potulnými pěvci. Zdeněk Rutar označil za kompilátora, který shromáždil a zapsal texty písní RK, básníka Řehoře z Uherského Brodu. Ten byl kolem roku 1370 správcem kroměřížského skriptoria biskupa Jana ze Středy; Rutarův názor je ale osamocený.
Ze zastánců hypotéz o vzniku rukopisů v době mezi 14. a 19. stoletím je namístě připomenout Z. F. Daneše, který možného autora charakterizoval jako Jihoslovana, obeznámeného se srbskými a chorvatskými hrdinskými zpěvy, který – i když nedokonale – uměl také staročesky, pro básně použil starší prameny a více či méně je upravil. Jeho cílem mohla být oslava rodu Šternberků, pro které někdy kolem roku 1500 pracoval. Do doby barokní kladl vznik rukopisů Karel Krejčí, ten ale autorství blíže neupřesnil.
Obhájci rukopisů, vedle nutného zpochybnění výše uvedených důkazů padělání, považují za argument pravosti, že na začátku 19. století neexistovala osobnost, která by takové básně mohla složit. Není prý možné, aby dva průměrní básníci (Hanka a Linda) vytvořili tak kvalitní dílo, což bývá ilustrováno citátem Jana Nerudy (zastánce RKZ): „Dva mazalové se mohou spojit a budou malovat jako Rafael.“

### Autor falza z 19. století

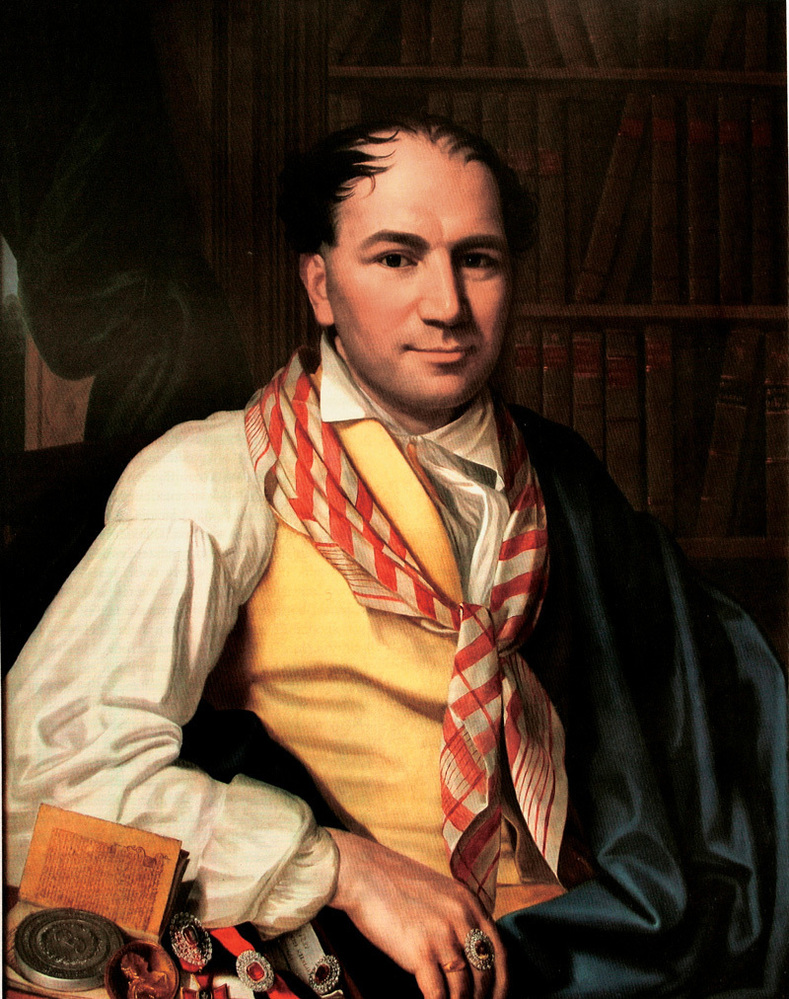
Václav Hanka roku 1821 (Antonín Machek)

Podle převažujícího názoru vznikly RKZ až na počátku 19. století. Hlavním podezřelým z autorství je Václav Hanka, jako jeden z důkazů proti němu je uváděna jeho nevěrohodnost a jazyková specifika textů. Hanka je více či méně spojen nejen s oběma RKZ, ale i s ostatními méně významnými spornými (padělanými) rukopisy. Ty jsou někdy označovány jako krycí falza na základě předpokladu, že je Hanka vytvořil jako falešné důkazy pravosti RKZ (na základě shodných prvků jazykových ap.). K významným důkazům o Hankově autorství patří nejstarší staročeská mluvnice, kterou načrtl v úvodu k prvnímu svazku své edice starých textů Starobylá skládání. Mluvnice popisuje jazykové jevy, které se vyskytují v RKZ, ale jsou v rozporu s poznáním staré češtiny na základě ostatních literárních památek. Přesvědčení o Hankově autorství bylo na konci 19. století tak silné, že Ladislav Dolanský v nečitelném místě Rukopisu zelenohorského přečetl jeho domnělé přiznání Hanka fecit (=Hanka udělal).
Hlavním kandidátem na spoluautorství je Josef Linda, který údajně našel první sporný rukopis, Píseň vyšehradskou, v době, kdy bydlel s Hankou. U Lindy je shledávána především spojitost jeho historického románu Záře nad pohanstvem s Rukopisem zelenohorským, ale i některými básněmi RK, zvláště epickými. Nejpodrobněji se tomuto důkazu literárním rozborem věnoval Josef Hanuš. Konečná redakce a jazyková podoba jsou však připisovány Hankovi.
Mezi další možné spoluautory patří dnes už zapomenutý básník Václav Alois Svoboda (který později RKZ přeložil do němčiny), případně i Josef Jungmann, viněný z autorství RZ Dobrovským. Miroslav Ivanov a někteří odborníci zastávají názor, že se na výrobě Rukopisů podílel i malíř František Horčička, majitel různých starých rukopisů, který měl rozsáhlé znalosti o středověkém malířství. Horčička se znal s Hankou, chodil s ním na Dobrovského přednášky a jako správce sbírek Colloredo-Mansfeldů jezdil na Zelenou horu, odkud má pocházet RZ.
Ani po roce 2000 není otázka skutečného autorství jednoznačně rozřešena. Např. Lubomír Sršeň v roce 2009 napsal: „Teze o Václavu Hankovi jako tvůrci Rukopisu královédvorského je velmi nepravděpodobná, nadále neudržitelná, a po skutečném autorovi RK bude tedy třeba i nadále pátrat“. Hanka byl podle něj pouhým upravovatelem památek. Dalibor Dobiáš připouští větší autorskou skupinu nejlepších českých literátů té doby, včetně Josefa Jungmanna, který byl velkým podporovatelem RKZ. Účast Josefa Lindy ale Dobiáš považuje za otevřenou vzhledem k nejasné dataci vzniku Záře nad pohanstvem i vzhledem k problematickému vztahu Lindy k Hankovi. Linda sám se diskusím o RKZ vyhýbal a podle Zdeňka Volného se jeho podíl na vzniku RKZ, stejně jako podíl Horčičky, prokázat nedá. K autorství ani k účasti v nějaké skupině se nikdo nepřiznal a zůstává neobjasněno, jak by se v poměrně malém okruhu českých vlastenců podařilo organizaci takové skupiny utajit, přestože publikování takových básní pod vlastními jmény by autory proslavilo.

## Spor v odborné literatuře
Spor o Rukopisy vedl k sepsání velkého množství odborné i populárně-naučné literatury vyjadřující často i postoj pisatele. Prakticky každý český literární historik žijící kolem roku 1850 se o problematiku zajímal a přispěl nějakým názorem. Literatura spojená s Rukopisy z let 1850–1980 je velmi nepřehledná, některé práce obsahují množství odkazů na tehdejší dění, časté bylo v některých obdobích politické zabarvení argumentace i osobní útoky na zastánce odlišných názorů. Texty některých publikací jsou někdy obtížně dostupné.
V novější době jsou už publikace týkající se RKZ (monografie či články v odborných časopisech) poměrně řídké – snad s výjimkou činností České společnosti rukopisné. Problematika související s RKZ bývá i námětem diplomových prací. Z publikací vydaných po roce 2010 lze uvést např. ty, jejichž autorem či editorem je literární historik Dalibor Dobiáš.
Počet různých publikací dosahuje desítek tisíc a přesný soupis už není reálný (kromě odborných monografií, článků v časopisech i novinách, zmínek v encyklopediích nebo v učebnicích nelze opomenout ani populárně-naučnou literaturu, rozhlasové a televizní relace a texty zveřejněné na internetu). Např. v roce 1931 uvedl rozsáhlý soupis František Mareš v knize „Pravda o RZK“, přičemž se pokusil rozdělit položky na publikace obránců a odpůrců. V roce 1968 sestavil podrobný přehled Miroslav Laiske (publikováno ve sborníku „RKZ - Dnešní stav poznání“). Obsáhlé údaje o bibliografii RKZ je možné najít na stránkách České společnosti rukopisné. Reprezentativní výběr bibliografie, zahrnující pravděpodobně všechny důležité zdroje obsahující nejpodstatnější poznatky o RKZ, je uveden v publikaci Národního muzea „Hmotný průzkum Rukopisů královédvorského a zelenohorského: Dokumentace současného stavu“ z roku 2018.

## Vliv rukopisů v umění

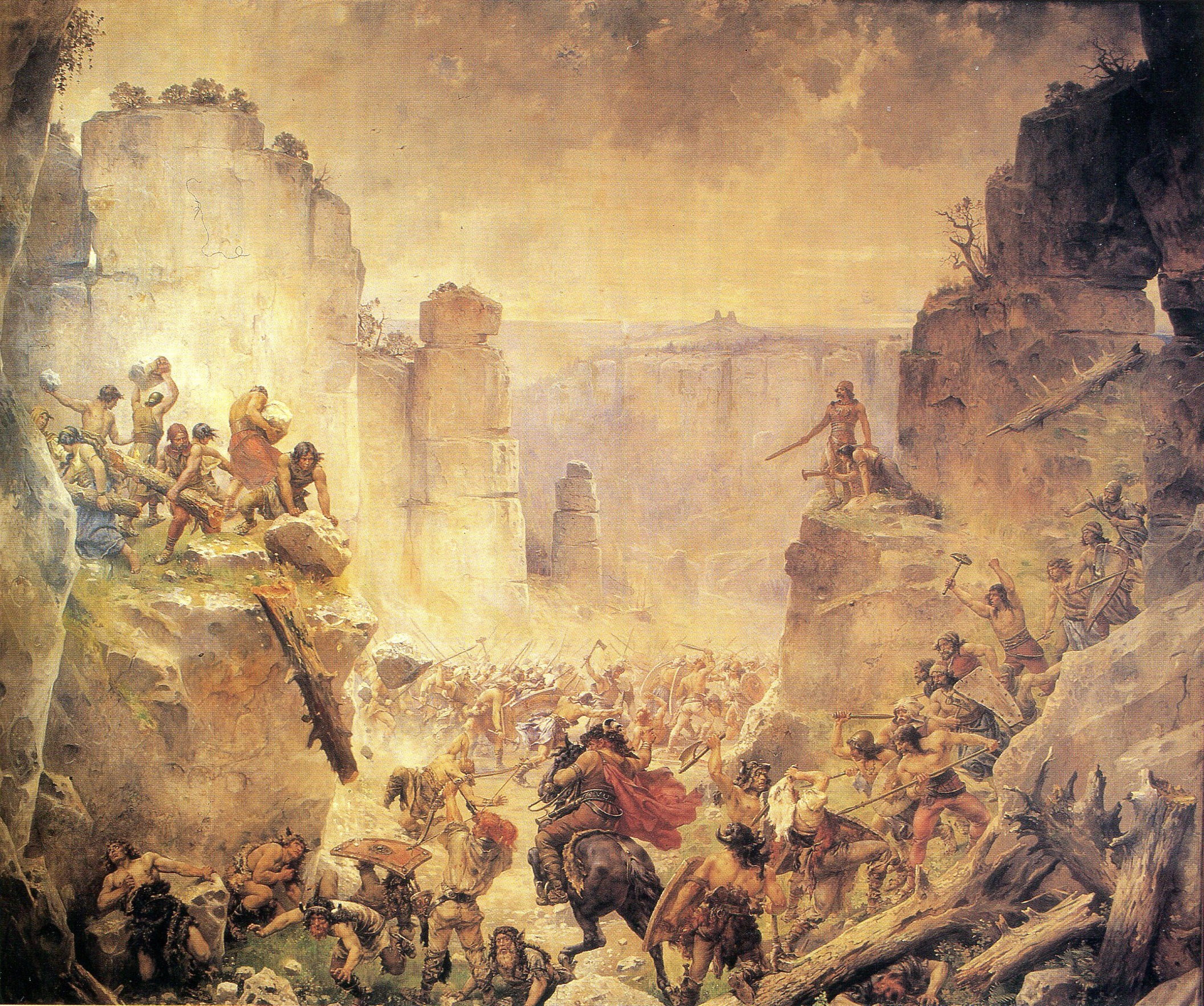
Mikoláš Aleš a spol.: Pobití Sasíků pod Hrubou Skálou, 1895

Rukopisy měly výrazný vliv na rozvoj a šíření české kultury. Postavy a příběhy z Rukopisů byly pro české umělce častou inspirací a spor kolem nich ve 2. polovině 19. století tyto náměty ještě více zpopularizoval.
Už v roce 1821 napsal Václav Kliment Klicpera hru Libušin soud. V roce 1832 napsal Josef Kajetán Tyl svou první hru Výhoň, Jan Nepomuk Štěpánek v roce 1838 činohru Jaroslav Štemberk. Také Josef Václav Frič napsal v roce 1861 dramatickou báseň Libušin soud. V roce 1880 Julius Zeyer vydal sbírku Vyšehrad, v roce 1887 napsal veselohru Libušin hněv. Rukopisy měly vliv i na Staré pověsti české Aloise Jiráska (1894).
V roce 1873 Zdeněk Fibich složil symfonickou báseň Záboj, Slavoj a Luděk, Bedřich Smetana v letech 1874 až 1879 cyklus symfonických básní Má vlast a v roce 1881 měla premiéru jeho opera Libuše na libreto Josefa Wenziga.
Vliv Rukopisů na české výtvarné umění se projevil především v souvislosti s výzdobou pražského Národního divadla. Najdeme v něm cyklus 14 lunet Mikoláše Alše Vlast nebo lunetu Františka Ženíška Přemysl Oráč povolán k vládě. V salónu Královské lóže je zobrazení Přemyslovců (s Libuší a Přemyslem) od Václava Brožíka. Na hlavním průčelí jsou sochy Záboje a Lumíra od Antonína Wagnera. Josef Václav Myslbek vytvořil mezi roky 1881–1897 sousoší Libuše a Přemysl, Lumír a píseň, Záboj a Slavoj, Ctirad a Šárka (byla určena pro Palackého most, po jeho poškození na konci 2. světové války byla přenesena do Vyšehradských sadů).
V Muzeu Českého ráje v Turnově je olejomalba Mikoláše Alše a jeho spolupracovníků Vojtěcha Bartoňka, Karla Vítězslava Maška a Václava Jansy z roku 1895 Pobití Sasíků pod Hrubou Skálou. Rozměry 10 × 8,5 metru se řadí mezi největší světová plátna.
Spor o rukopisy je taky jedním z témat poslední hry Divadla Járy Cimrman České nebe.

## Význam a důsledky sporu
Hledání argumentů pro pravost či nepravost Rukopisů mnohdy pozitivně přispělo k prohloubení poznatků a k rozvoji některých vědních oborů, zejména pokud jde o oblast české literární i historické vědy.
Boj o Rukopisy podnítil hledání dalších písemných památek v archivech. Jedním z jeho důsledků byl ovšem často až příliš kritický pohled na podobné památky. Na přelomu 19. a 20. století byla v rámci realistického proudu zpochybněna celá řada památek, jejichž pravost se později potvrdila. Toto zpochybňování ovlivnilo řadu prací a úvah o počátcích české literatury a svým způsobem se tato zkušenost neustále promítá do sporů o dataci svatováclavské Kristiánovy legendy.
Zpolitizování sporu vedlo zvláště v některých časových obdobích k výraznému názorovému dělení české společnosti a projevovalo se často i osobními útoky, zřejmě včetně tragických následků v případě Josefa Ladislava Píče.
V nynější době je důsledkem sporu obecně rozšířené povědomí, že Rukopisy jsou falza z počátku 19. stoletı́. To je jeden z důvodů, proč samotný obsah Rukopisů, tedy texty jejich básní, není v české veřejnosti příliš známý, přestože – bez ohledu na dobu a způsob vzniku – je to nyní přinejmenším přes 200 let stará česká literární památka, která zcela nesporně vznikla dříve než např. Kollárova Slávy dcera, Máchův Máj či Erbenova Kytice, a o které např. v roce 2011 řekl Jan Antonín Pitínský: „... je to poezie zcela světová, ne okrajová, ale úchvatná...“.